# Themar
Themar ist eine Landstadt im Landkreis Hildburghausen im fränkisch geprägten Süden von Thüringen. Sie ist Sitz der Verwaltungsgemeinschaft Feldstein und seit 2019 dieser auch angehörig.

## Lage
Themar liegt in Südthüringen am Oberlauf der Werra und im Vorland des Thüringer Waldes. Verkehrsmäßig ist Themar an der Bundesstraße 89 und den Landesstraßen 2628 und 2636 gelegen. Eine Bahntrasse führt auch durch die Landstadt.

### Nachbargemeinden
Angrenzende Gemeinden sind (im Uhrzeigersinn) Henfstädt, Oberstadt, Grub, Lengfeld, Kloster Veßra, Grimmelshausen und Beinerstadt im Landkreis Hildburghausen sowie Grabfeld und Leutersdorf im Landkreis Schmalkalden-Meiningen.

### Stadtgliederung
Zur Stadt gehören die Ortsteile Wachenbrunn und Tachbach. Urkundlich wurden Wachenbrunn 1220 und Tachbach 891 erstmals erwähnt.

## Geschichte
Südlich des Ortes Tachbach befand sich auf dem Burgberg eine Burg als Herrensitz. Die strategisch günstige Kuppe war mit einem Ring aus Wall und Graben umgeben. Sieben Gruben auf dem Plateau lassen auf abgetragene Gebäude schließen. Bauliche Reste sind nicht mehr vorhanden, aber der Ringwall.
Der Ort Themar wurde im Jahre 796 als Tagamari erstmals erwähnt. Während der Zeit der Stammesherzogtümer gehörte der Ort zum Herzogtum Franken. Seit dem 11. Jahrhundert gehörte er zur Grafschaft Henneberg, seit 1200 war er Sitz eines Zentgerichts. Die Teilung der Grafschaft Henneberg 1274 betraf Themar insofern, als eine Hälfte zu Henneberg-Schleusingen und die andere zu Henneberg-Hartenberg kam. Teilung und spätere Vereinigung brachten den Wechsel des Vogtsitzes im Amt Themar zwischen Osterburg und Themar mit sich.

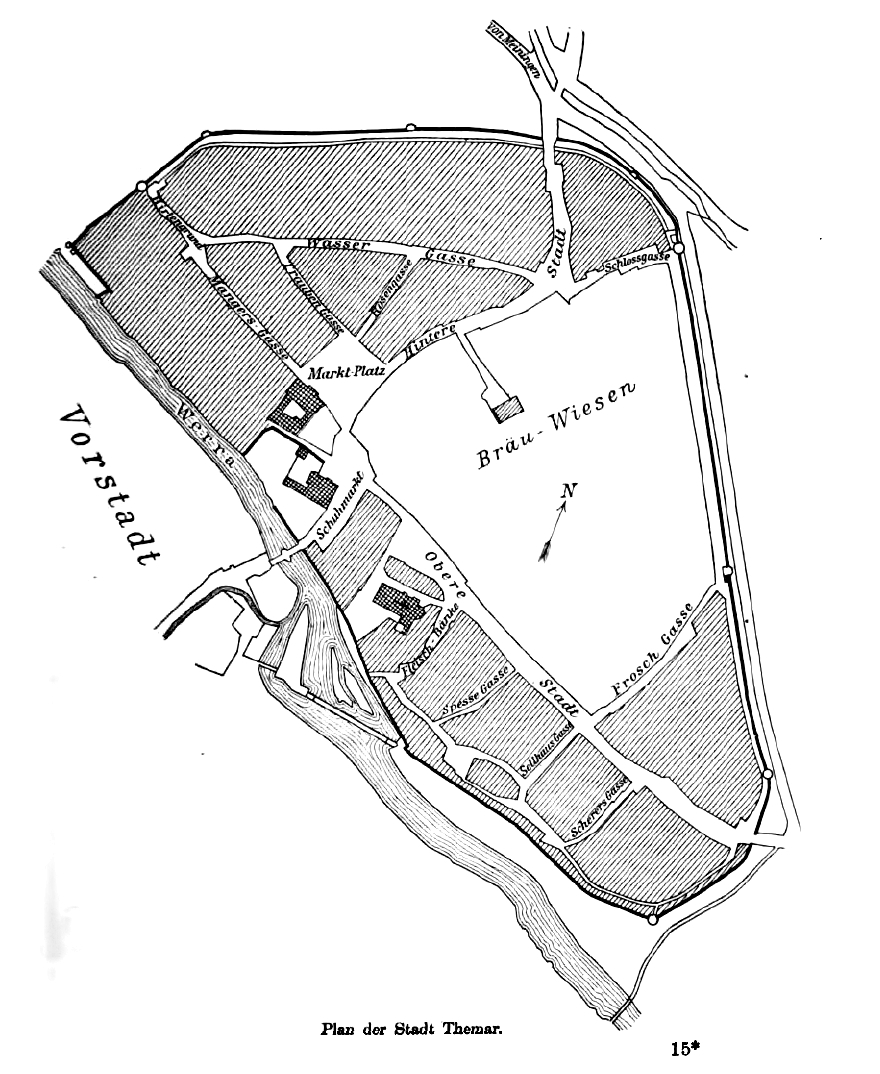
Plan der Stadt

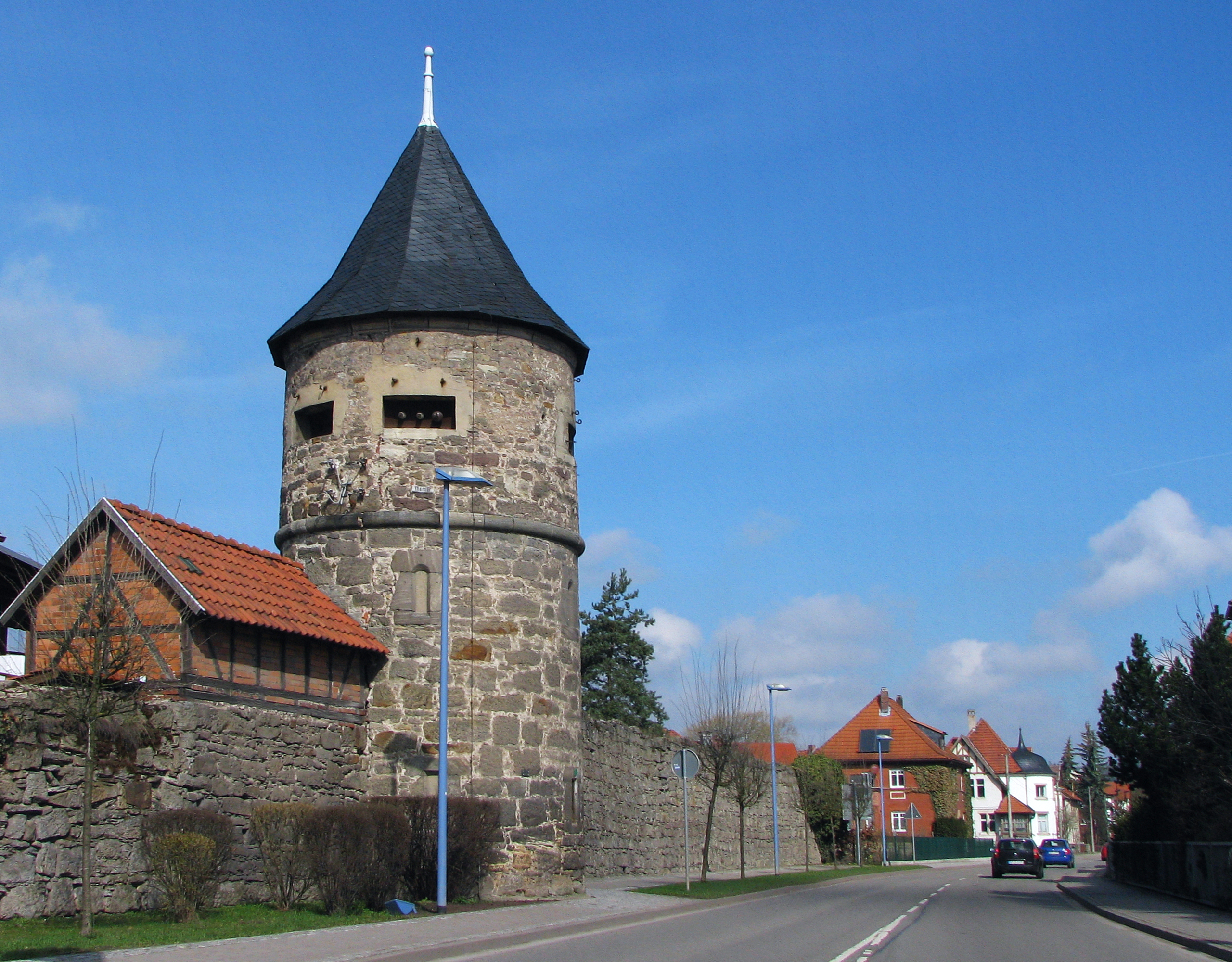
Oberer Turm – anstelle vertikaler Scharten wurden zw. 1900 und 1983 breitere horizontale Fenster eingesetzt

Im Norden der Altstadt, im Bereich der „Bräu-Wiesen“ um die heutige Anne-Frank-Schule, wird eine hochmittelalterliche Burganlage der Henneberger verortet, die als Ausgangspunkt für die erste Stadtbefestigungsanlage gerechnet wird. Zunächst wurde die Siedlung durch Wall und Graben in Kombination mit Palisaden befestigt. Es gab drei Stadttore und eine Pforte am Hexenturm. 1317 wurden Themar die Stadtrechte verliehen. Die Errichtung einer wehrhaften Stadtmauer mit sieben Rundtürmen wurde erst 1457 von den Henneberger Grafen bewilligt und noch ab dem 15. Jahrhundert errichtet. Bei den Wehrtürmen handelt es sich u. a. nach jüngerer Namensgebung um das Brückentor, den Halbturm, den Hexenturm, den Oberen Turm, den Schlossturm, den westlichen Eckturm und den Wiesenturm. Die planmäßig entwickelte Stadtanlage wurde in vier Quartiere eingeteilt: das Oberstädter Viertel, das Brückenviertel, das Grabenviertel und das Marktviertel. Jenseits der Werra befand sich eine Vorstadtsiedlung mit den Mühlen und Felsenkellern. Etwa einen Kilometer nördlich der Stadt befand sich als weiter Siedlungskomplex die Wüstung Weißbach, das nahe Kloster Veßra stand in enger wirtschaftlicher und kultureller Beziehung zu Themar.
In der Stadtanlage ist seit 1416 eine Bartholomäuskapelle belegt, sie gilt als Vorgängerbau der 1488 begonnenen Stadtkirche. Seit 1418 ist die Oberkirche nachweisbar. Die wirtschaftliche Blütezeit der Stadt lag im Zeitraum von 1585 bis 1620 und konnte durch die Tuchmacherei und den Holzhandel (Werraflößerei) bewirkt werden.
Am 3. April 1595 fand etwa einen Kilometer südöstlich von Themar ein Bergsturz statt. Dieser ereignete sich an einer Felswand über dem Werratal, die heute als Eingefallener Berg bezeichnet wird.

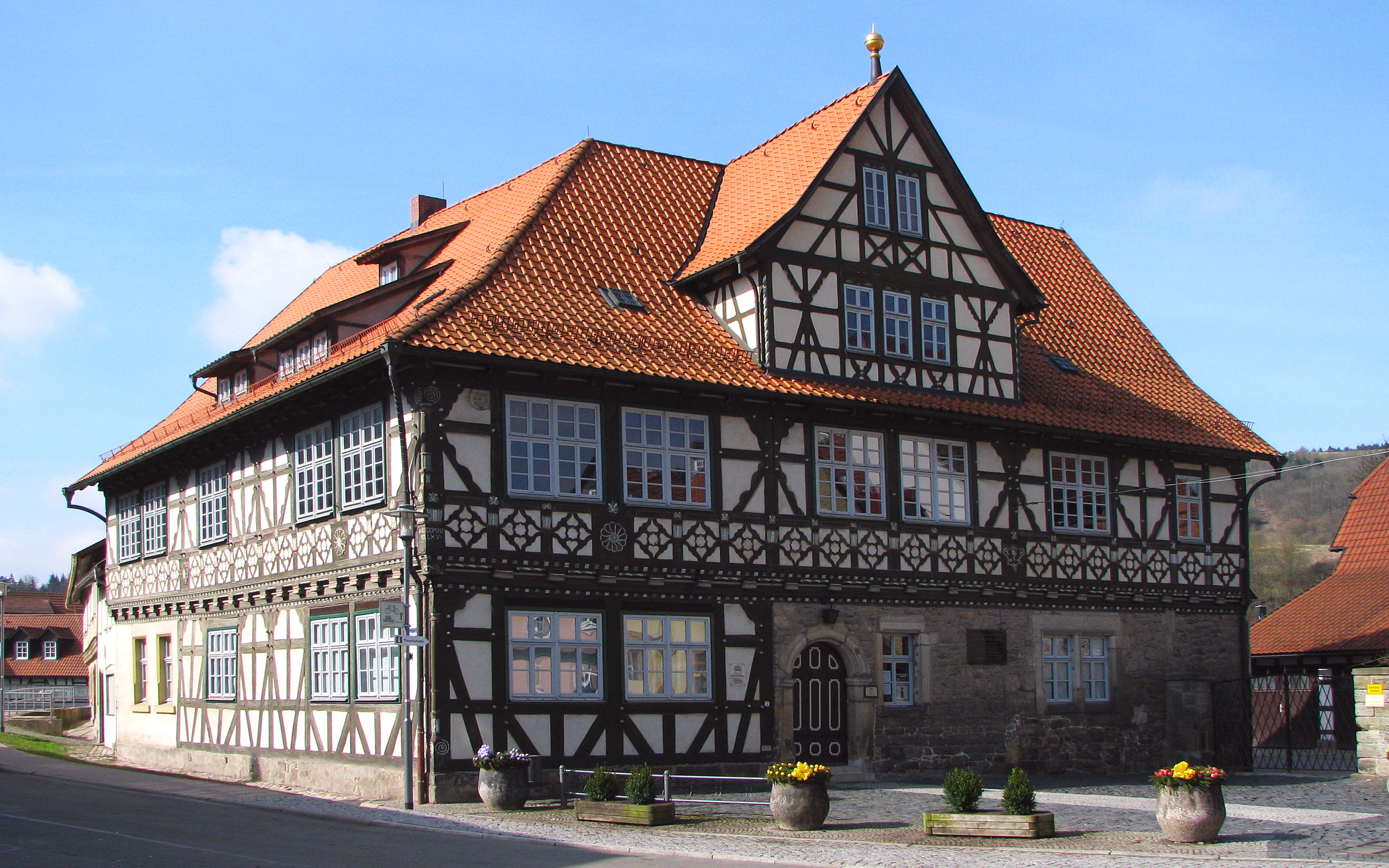
Amtshaus von 1665

Vom historischen Marktplatz mit dem denkmalgeschützten Rathaus, erbaut 1706 bis 1711, und dem Marktbrunnen (1894) gelangt man auf den Schuhmarkt mit dem Amtshaus, das mit Forntveste und Nebengebäuden ab 1665 im Stil hennebergisch-fränkischen Fachwerkbaus errichtet und 1995 saniert wurde. Das Amtshaus gilt im Zusammenhang mit dem gesamten historischen Stadtensemble als denkmalgeschützt. Südlich folgt das Brückentor mit der (hölzernen) Werrabrücke. Die Stadtkirche war im Mittelalter von einem Friedhof umgeben. Auf der Ostseite befanden sich die Fleischbänke der Stadt, an der südlichen Stadtmauer befand sich das Brauhaus, vermutlich mit einer Pforte zum Ufer der Werra.
Themar beteiligte sich 1602–1697 an der Hexenverfolgung. 19 Frauen und fünf Männer gerieten in Hexenprozesse. Ein Mann und acht Frauen wurden hingerichtet, eine starb unter der Folter. Noch heute erinnert der Hexenturm an der Westseite der Stadtmauer an diese Epoche.

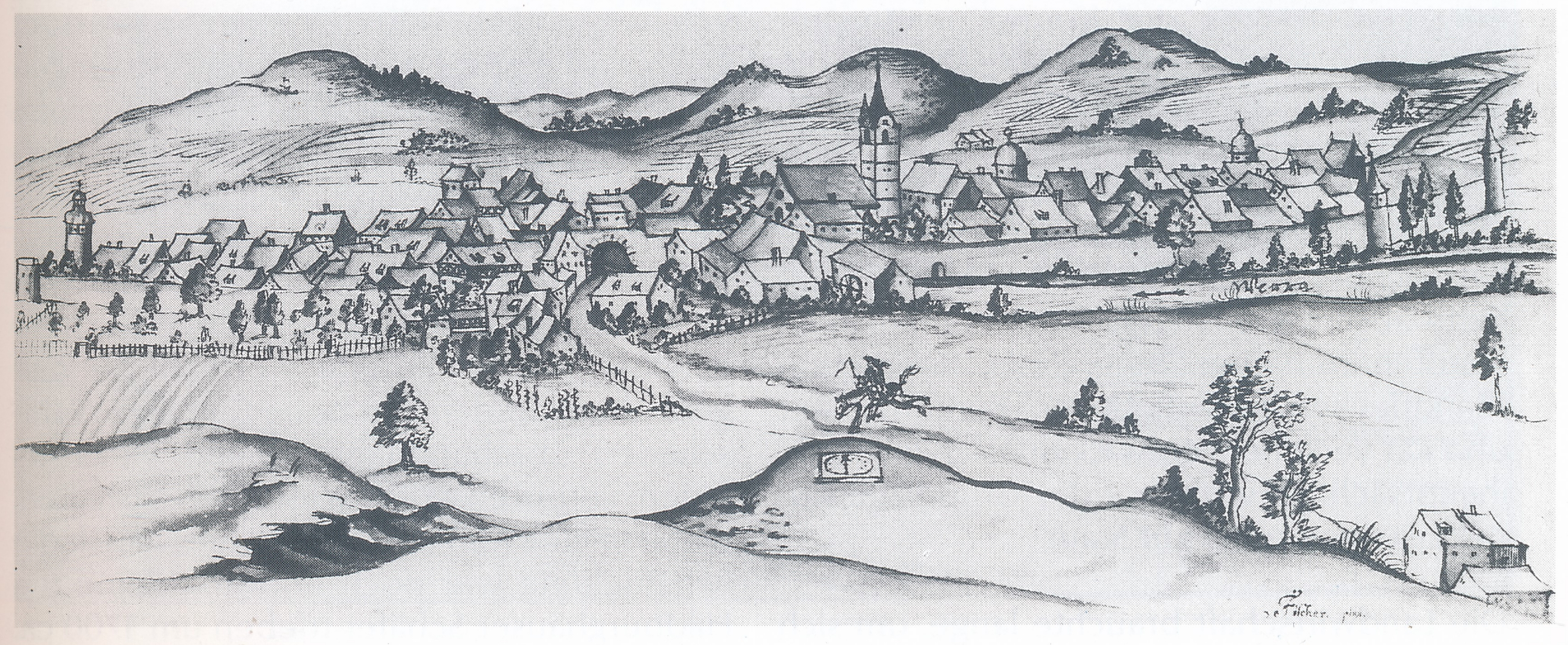
Stadtansicht um 1700

Im Dreißigjährigen Krieg (1634) wurde Themar von den Kroaten eingenommen und geplündert, die Stadt wurde von den abziehenden Reitern in Brand gesetzt und die Mehrzahl der Fachwerkhäuser und Gehöfte zerstört. Nach dem Aussterben der Grafen von Henneberg kam die Stadt zusammen mit dem Amt Themar 1660 an Sachsen-Altenburg, das 1672 in Sachsen-Gothaischen Besitz überging. Nach der Teilung von 1680 kam sie an Sachsen-Römhild. Nach dem Aussterben dieser Linie 1710 wurde die Stadt zwischen Sachsen-Gotha und Sachsen-Coburg-Saalfeld aufgeteilt. 1826 fiel sie an Sachsen-Meiningen, das 1920 im Land Thüringen aufging.
Die Stadt besaß bis Mitte der 1930er Jahre eine rege, heimatverbundene jüdische Gemeinde; einige konnten rechtzeitig auswandern, die verbliebenen Juden wurden ab 1942/1943 deportiert und die jüdische Gemeinde in Themar völlig ausgelöscht. Die Toten der Gemeinde wurden auf dem jüdischen Friedhof in Marisfeld beigesetzt.
Ab 1940 wurden 800 Kriegsgefangene aus den von Deutschland besetzten Ländern sowie Zwangsarbeiter vorwiegend aus der Sowjetunion und Polen im Kalkwerk, in den Holzfabriken August Möller, Wilhelm Stockmar, Julius Wilhelm, Alexander Schwarz, Greifzu & Co. und in der Ziegelei Julius Härter eingesetzt.
Am 6. und 7. April 1945 erfolgte die Besetzung der Stadt durch US-Truppen. Vorausgegangen waren Angriffe von Jagdbombern auf den Bahnhof und die Obere Mühle sowie Artilleriebeschuss. Die „Eiserne Brücke“ über die Werra wurde gesprengt. Zerstört wurden die im Jahre 1900 erbaute „Neue Bürgerschule“ mit ausgelagerter Bibliothek (durch Phosphorgranaten von zwei US-Panzern), sowie einige Wohn- und Fabrikgebäude. Bei den Kampfhandlungen verloren sieben Einwohner und sieben Wehrmachtsangehörige ihr Leben.
Im Juli 1945 wurde der Ort, wie ganz Thüringen, von der US-Armee an die Rote Armee übergeben und damit Bestandteil der Sowjetisch besetzten Zone SBZ, später der DDR.

## Einwohnerentwicklung
| Jahr                                                   | Einwohner |      | Jahr  | Einwohner |       | Jahr | Einwohner |      | Jahr  | Einwohner |       | Jahr | Einwohner |  | Jahr | Einwohner |
| ------------------------------------------------------ | --------- | ---- | ----- | --------- | ----- | ---- | --------- | ---- | ----- | --------- | ----- | ---- | --------- |  | ---- | --------- |
| 1780                                                   | 1.050     | 1994 | 3.500 | 2000      | 3.279 | 2006 | 3.098     | 2012 | 2.969 | 2018      | 2.851 |      |           |  |      |           |
| 1833                                                   | 1.367     | 1995 | 3.428 | 2001      | 3.241 | 2007 | 3.052     | 2013 | 2.968 | 2019      | 2.807 |      |           |  |      |           |
| 1885                                                   | 1.782     | 1996 | 3.410 | 2002      | 3.169 | 2008 | 3.030     | 2014 | 2.937 | 2020      | 2.771 |      |           |  |      |           |
| 1905                                                   | 2.756     | 1997 | 3.385 | 2003      | 3.126 | 2009 | 3.001     | 2015 | 2.878 | 2021      | 2.784 |      |           |  |      |           |
| 1910                                                   | 2.960     | 1998 | 3.365 | 2004      | 3.113 | 2010 | 2.961     | 2016 | 2.899 | 2022      | 2.744 |      |           |  |      |           |
| 1933                                                   | 2.935     | 1999 | 3.289 | 2005      | 3.104 | 2011 | 2.950     | 2017 | 2.888 | 2023      | 2.739 |      |           |  |      |           |
| Datenquelle ab 1994: Thüringer Landesamt für Statistik |           |      |       |           |       |      |           |      |       |           |       |      |           |  |      |           |

Graphische Darstellung der Einwohnerentwicklung ab 1780

## Politik
Die Stadt besitzt den Status einer kreisangehörigen Gemeinde.

### Stadtrat
Der Stadtrat in Themar besteht aus 14 Ratsmitgliedern sowie dem Bürgermeister und ist seit der Kommunalwahl am 26. Mai 2024 wie folgt zusammengesetzt:
- Aktiv für Themar: 4
- Pro Themar: 8
- BZH: 2

| Partei/Liste     | Sitze | + / − |
| ---------------- | ----- | ----- |
| Pro Themar       | 8     | ± 0   |
| Aktiv für Themar | 4     | + 4   |
| BZH              | 2     | ± 0   |
| Die Linke        | n.k.  | − 3   |
| SPD              | n.k.  | −1    |

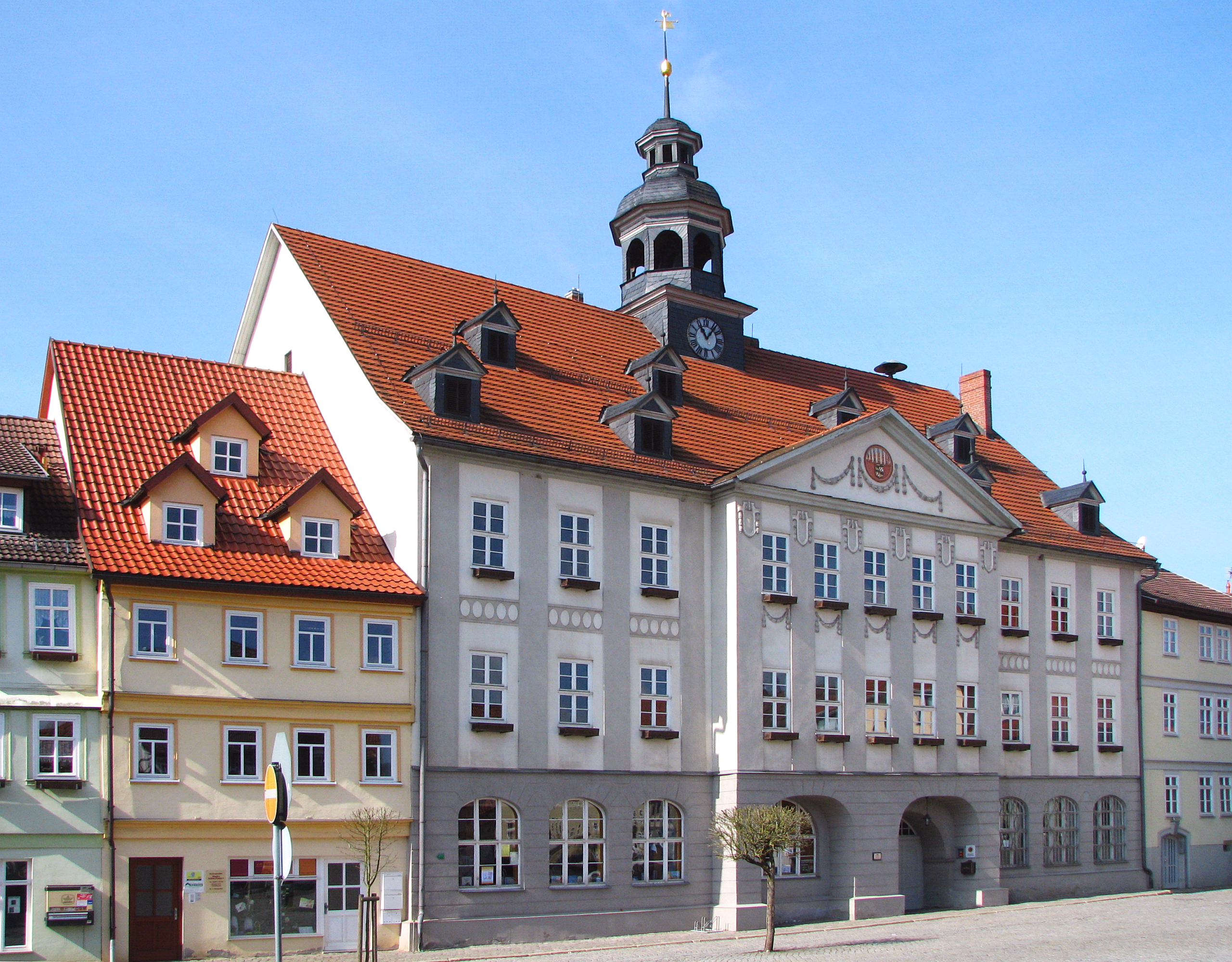
Rathaus, erbaut 1706 bis 1711

Zur Kommunalwahl 2024 traten die Parteien Die Linke und SPD nicht mehr an und die Wählergruppe „Aktiv für Themar“ zog erstmalig in den Stadtrat ein.

### Bürgermeister
Seit Januar 2020 ist Peter Harenberg der Bürgermeister der Stadt. Er wurde am 27. Oktober 2019 mit 65,4 Prozent der gültigen Stimmen gewählt; die Wahlbeteiligung lag bei 63,2 Prozent.
Sein Amtsvorgänger war Hubert Böse, der seit 2000 Bürgermeister war und zuletzt 2018 wiedergewählt wurde.

### Wappen
Blasonierung: „In Silber eine rote hohe Zinnenmauer mit sieben verschiedengestaltigen Türmen dahinter, an der Torstelle ein gevierter goldener Schild, im 1. und 4. Feld auf grünem Dreiberg eine schwarze Henne; das 2. und 3. Feld geteilt: oben ein wachsender schwarzer Doppeladler, unten geschacht von Silber und Rot.“
Das älteste Siegel aus dem 15. Jahrhundert enthält bereits eine siebentürmige Mauer, deren Torstelle mit dem gevierten Hennebergischen Wappenschild belegt ist. Die Henne auf dem Dreiberg ist das Familienwappen der Henneberger, der Doppeladler über dem geschachten Feld charakterisiert diese als Reichsvögte und Burggrafen von Würzburg.

### Städtepartnerschaften
Themar unterhält seit 1990 eine Partnerschaft mit Gerbrunn im Landkreis Würzburg und seit 2015 mit Černošice in Tschechien.

## Kultur

### Religion

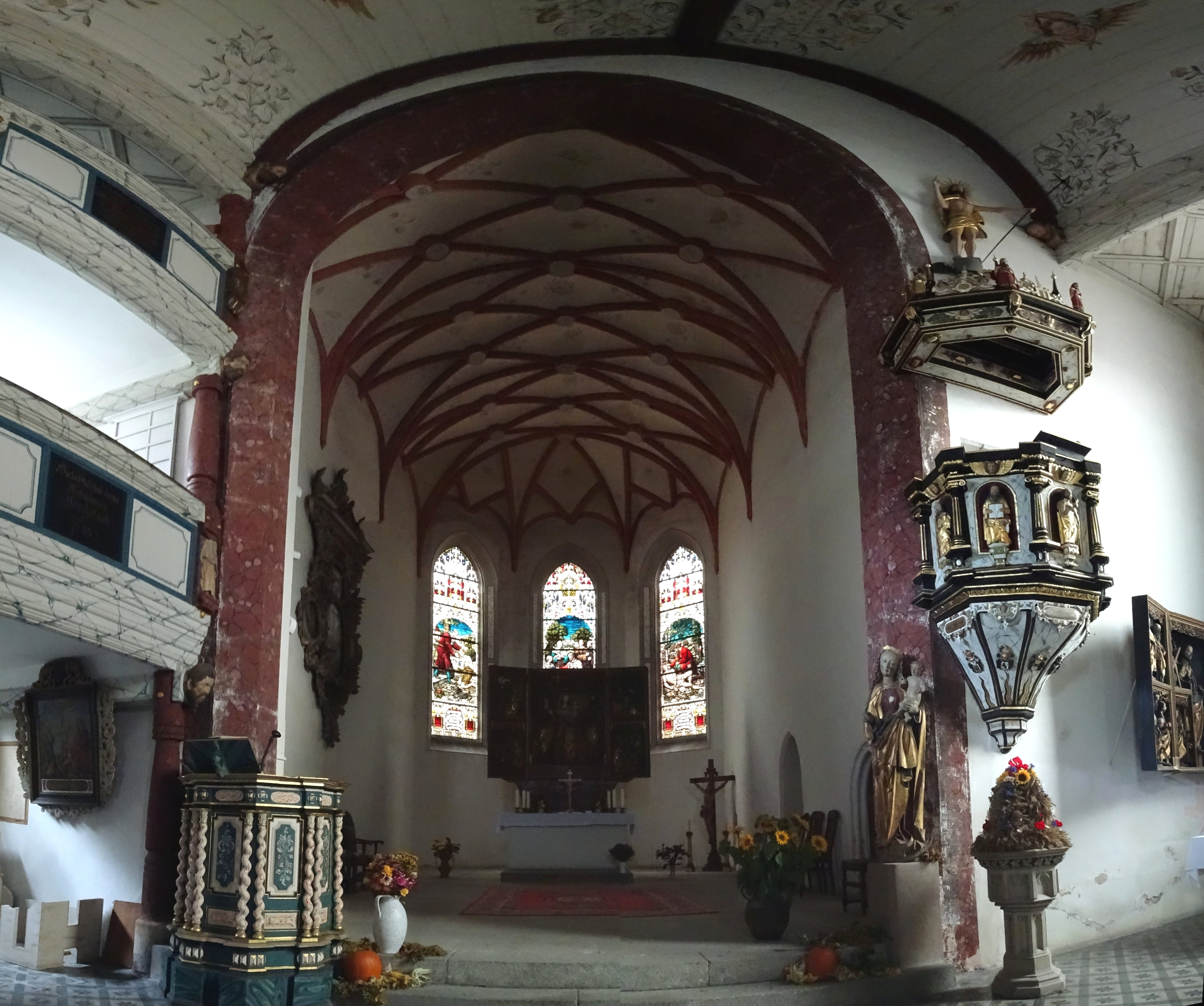
St.-Bartholomäus-Kirche Themar

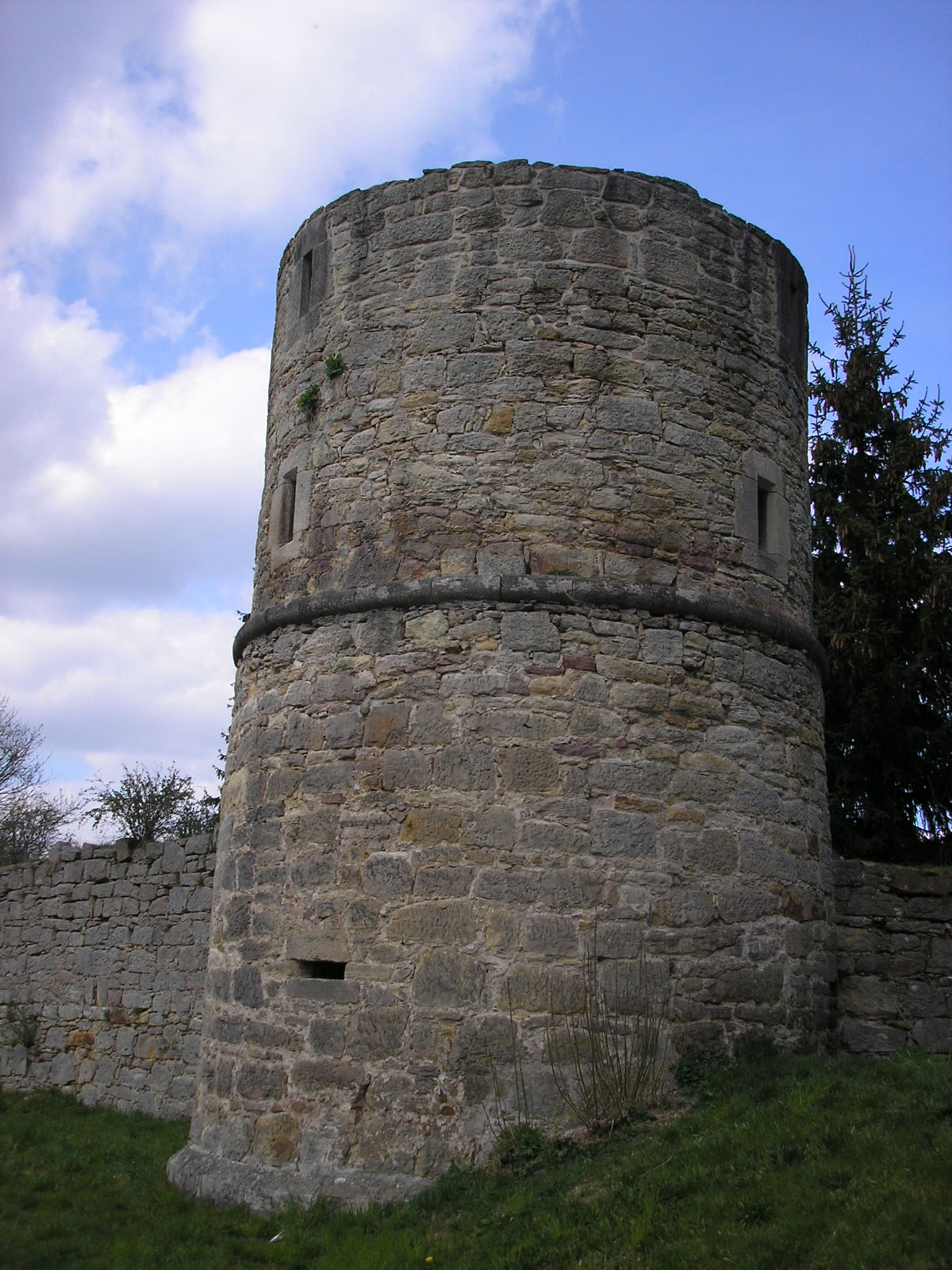
Reste der Stadtbefestigung

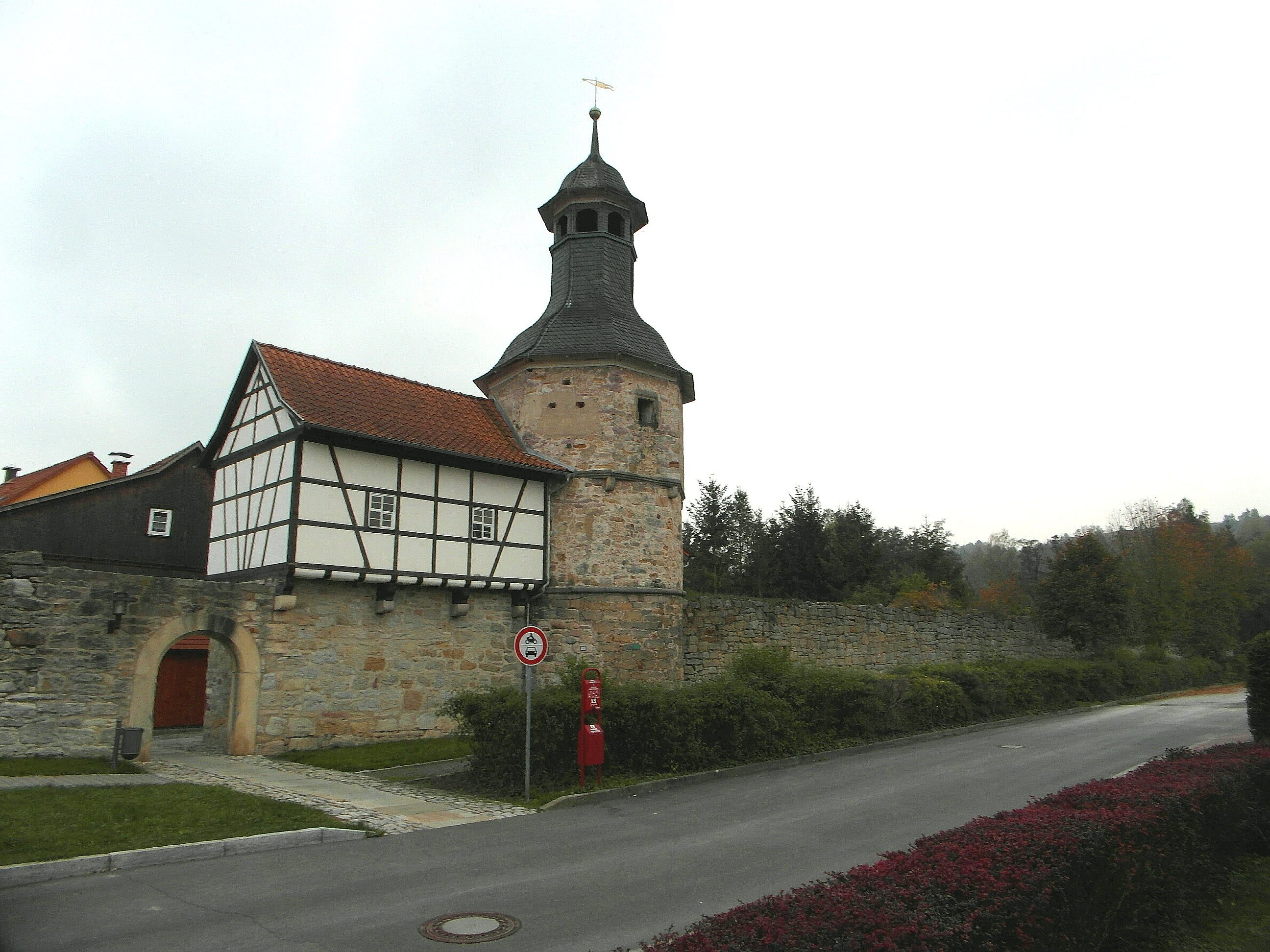
Stadtmauer mit Hexenturm

- St.-Bartholomäus-Kirche: Die spätgotische Kirche wurde im 15. und 16. Jahrhundert errichtet, seit der Reformation ist sie evangelische Kirche. Sie besitzt in ihrem Inneren eine reiche Ausstattung mit gotischen Schnitzwerken: den Marienaltar, den Apostelaltar, den Wallfahrtsaltar, den Pièta-Altar (Vesperbild) und eine Mondsichelmadonna aus dem 15. Jahrhundert.
- Johanneskirche
- Synagoge der jüdischen Gemeinde zu Themar, eingeweiht 1877 und in der Pogromnacht 1938 nicht zerstört.

### Gedenkstätte
- Auf dem Ortsfriedhof erinnert eine Grabstätte mit Gedenkstein an eine namentlich genannte jugoslawische Frau, die im Zweiten Weltkrieg nach Deutschland verschleppt und Opfer der Zwangsarbeit wurde.
- Vor dem Friedhofseingang steht, auf Bürgerinitiative beruhend, ein Gedenkstein für die „jüdischen Familien von Themar“ und zu Ehren aller Opfer der Diktaturen.
- Am 9. November 2015 gedachte Themar seiner ermordeten jüdischen Mitbürger (Verlegung weiterer Stolpersteine).[15]

### Weitere Sehenswürdigkeiten
- Stadtmauer mit gut erhaltenen Wehrtürmen aus dem 15. Jahrhundert
- Amtshaus von 1665 als hennebergisch-fränkischen Fachwerkhaus
- Rathaus, erbaut 1706 bis 1711, denkmalgeschützt
- Marktplatz
- Kleindenkmal Sühnekreuz,[16] ca. 500 Jahre alt, am Oberen Tor

## Wirtschaft und Infrastruktur

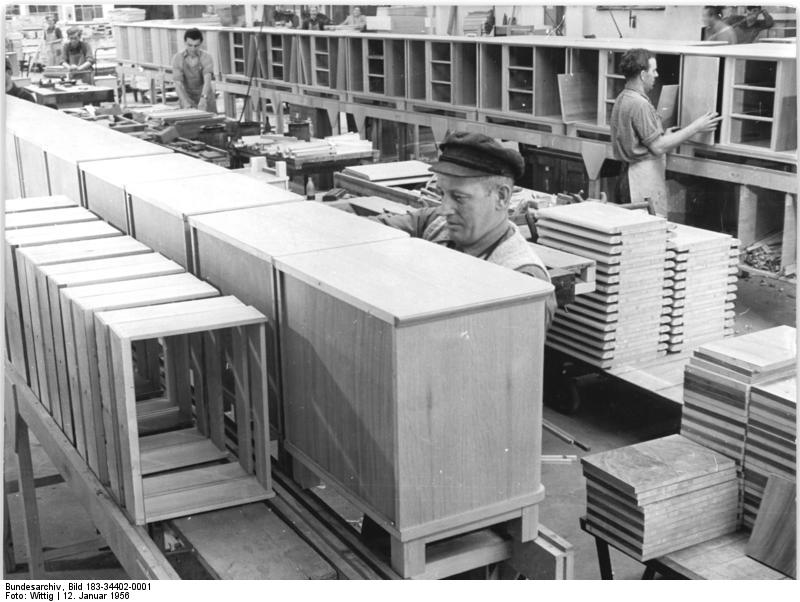
Möbelmontage im VEB Südthüringer Möbelwerke (1956)

Themar ist als Unterzentrum eingestuft.
In der Stadt war bereits vor dem Ersten Weltkrieg eine ansehnliche holzverarbeitenden Industrie ansässig, die 1965 zum über die Bezirksgrenzen hinaus bekannten VEB Südthüringer Möbelwerke in Themar zusammengeschlossen wurde und nach 1990 wieder privatisiert wurde. Ziegeleien, eine Brauerei, eine Papiermühle und mehrere Steinbrüche im Besitz lokaler Baufirmen ergänzten die wirtschaftliche Grundlage der Stadt. In der DDR-Zeit entstand am westlichen Stadtrand ein Getreide-Großsilo.

### Verkehr

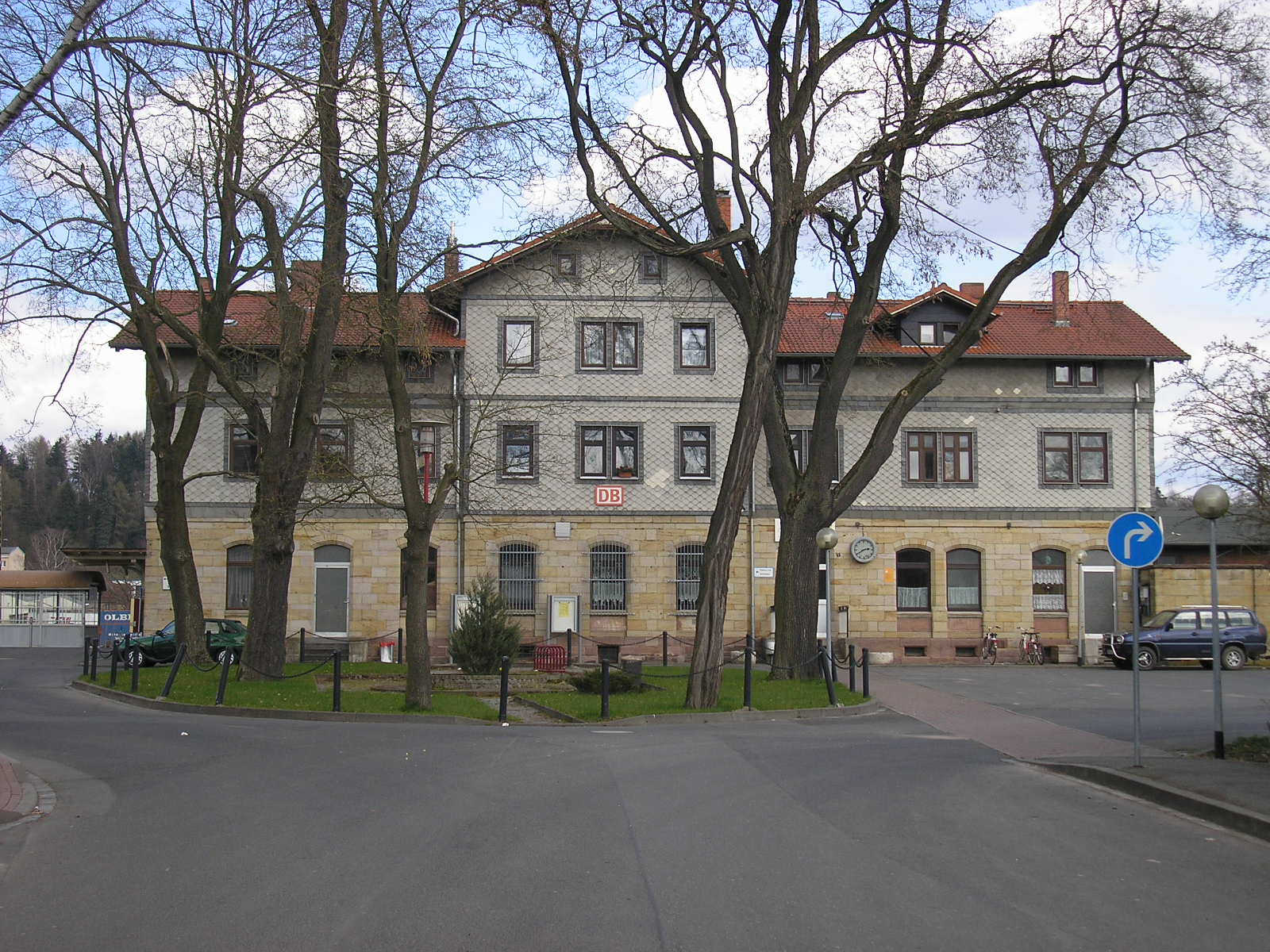
Bahnhof Themar

Die Stadt hat einen Bahnhof an der Werrabahn und ist Zielpunkt der Bahnstrecke Plaue–Themar.
Der Bahnhof ist in das Streckennetz der Süd-Thüringen-Bahn eingebunden, tagsüber sind im Stundentakt u. a. Grimmenthal, Meiningen, Eisenach, Hildburghausen und Eisfeld erreichbar, im Zweistundentakt auch Sonneberg und Neuhaus am Rennweg. Auf der Bahnstrecke Plaue–Themar finden zwischen Themar und dem Bahnhof Rennsteig lediglich Sonderfahrten an Feiertagen statt. Durch die Stadt verläuft die Bundesstraße 89. Zur Entlastung des Innenstadtverkehrs wurde eine Umgehungsstraße mit Werrabrücke südlich der Altstadt geschaffen.
Im Busverkehr ist Themar in das Netz des WerraBus, einer Marke der RBA Regionalbus Arnstadt GmbH, integriert. Montags bis freitags sind ohne Taktung die umliegenden Gemeinden und Schleusingen erreichbar.

### Medien
In der Nähe des Ortsteils Wachenbrunn befand sich bis Ende 2013 eine große Sendeanlage für Mittelwellenrundfunk, die u. a. zur Verbreitung des Programms der Stimme Russlands diente.

## Sonstiges
- 2001 wurde in Themar der Film Venus und Mars gedreht, u. a. mit Lynn Redgrave, Michael Weatherly und Hella von Sinnen.
- 1966 lief im Rostocker VEB Schiffswerft Neptun der Holzfrachter Themar vom Stapel. Das Schiff der DDR-Handelsflotte fuhr vorrangig in die Häfen des Weißen Meeres. Nach dem Ende der DDR wurde das Schiff ins Ausland verkauft und 2009 verschrottet.
- Am 15. Juli 2017 fand in Themar das von etwa 6000 Neonazis besuchte, als politische Veranstaltung angemeldete Konzert Rock gegen Überfremdung II statt.[19]

## Persönlichkeiten

### Ehrenbürger
- Paul von Hindenburg (1847–1934), Generalfeldmarschall[20]

### Söhne und Töchter der Stadt

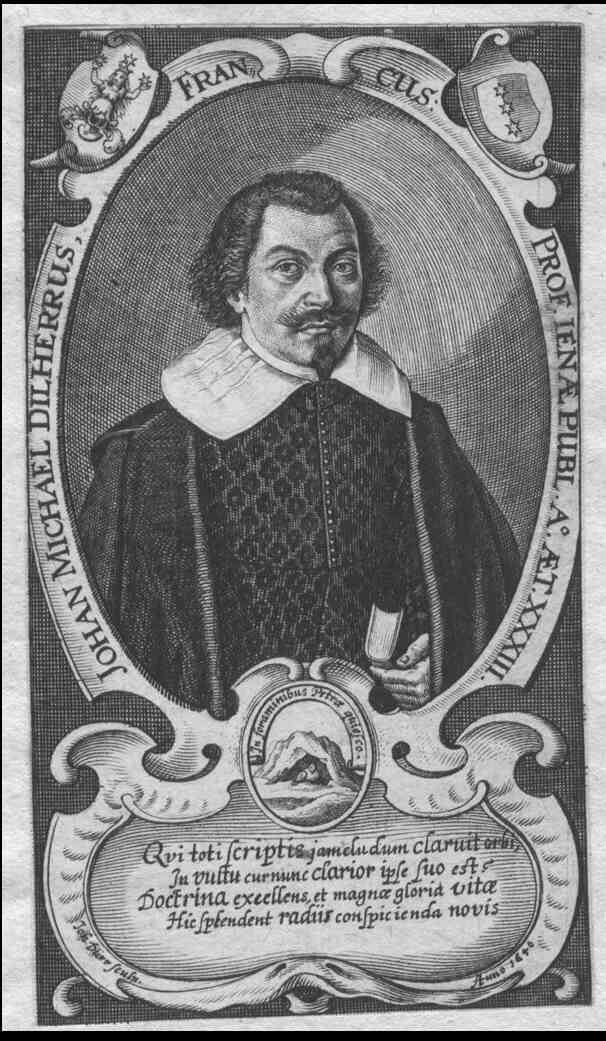
Johann Michael Dilherr, 1640

- Adam Werner (1462–1537), Humanist, Pädagoge, Dichter, Jurist und Theologieprofessor an der Universität Heidelberg
- Johannes Haym (16. Jahrhundert), Domvikar in Augsburg, Verfasser und Herausgeber von Kirchenliedern
- Joachim Zehner („Decimator“) (1566–1612), Theologe, Pädagoge, Begründer der „Zehnerschen Bibliothek“ in Schleusingen
- Johannes Hornschuch (1599–1663), Philologe und Pädagoge
- Johann Michael Dilherr (1604–1669), protestantischer Theologe und Philologe
- Johann Trier (1716–1790), Organist und Komponist
- Johann Friedrich Fuchs (1774–1828), Mediziner und Hochschullehrer, u. a. für Anatomie und Tiermedizin
- Eduard Gottlieb Amthor (1820–1884), Schuldirektor, Verleger, Buchhändler und Schriftsteller
- Wilhelmine Mylius (1823–1852 oder 1853), Märchenerzählerin, Dichterin und Buchhalterin
- Emil Heusinger von Waldegg (1880–1966), Admiral der Kriegsmarine
- Karl Pfauter (1905–1993), Diplomat
- Fritz Bartz (1908–1970), Geograf
- Karl-Heinz Löffler (1927–2016), Fußballspieler
- Karl Blau (1930–1994), Politiker und Funktionär der NDPD
- Claus Oefner (1938–2017), Musikwissenschaftler
- Wolfhard Beyer (1942–2022), Physiker
- Gernot Güntherodt (* 1943), Professor für Experimentalphysik

### Personen mit Bezug zu Themar

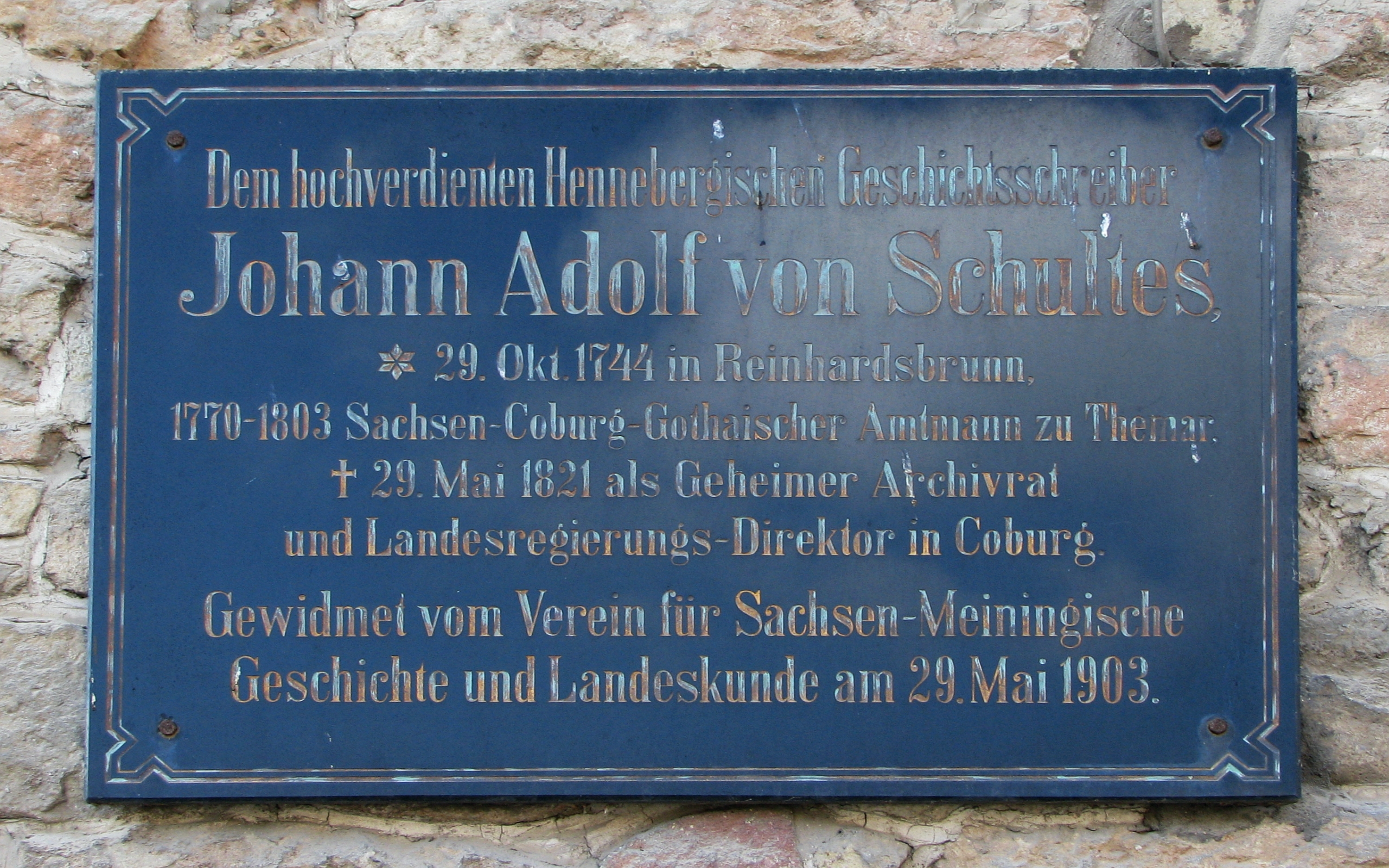
Gedenktafel aus 1903 für J. A. von Schultes

- Georg Christoph Bach (1642–1697), der älteste Onkel Johann Sebastian Bachs (1685–1750), von 1668 bis 1684 Kantor an der Stadtkirche und Lehrer an der Themarer Lateinschule, Gedenktafel am Haus Kirchplatz 3[21]
- Johann Adolf von Schultes (1744–1821), Henneberger Geschichtsschreiber, Amtmann in Themar 1770 bis 1803, Gedenktafel am Haus Schuhmarkt 10